# Базель (кантон)

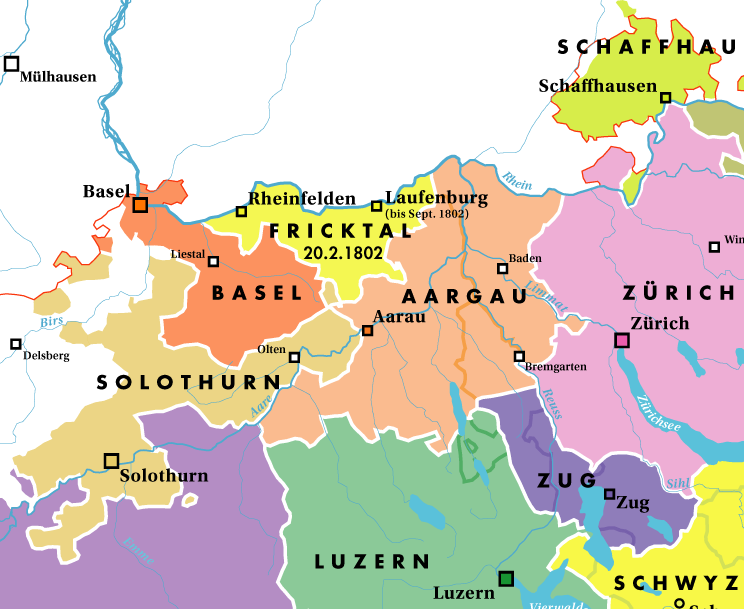
Карта севера Гельветической республики

Базель (нем. Kanton Basel) — исторический кантон Швейцарии.
В 1495 году Базель был включен в Рейнский Имперский округ. После, в 1501 году был присоединён к Швейцарскому Союзу.
Кантон существовал с 1501 года до 1833 года, после чего был разделён на кантоны Базель-Штадт и Базель-Ланд, существующие до сих пор.

## История

### Предыстория
До протестантской реформации Базелем управлял князь-епископ. В конце 15 века, после Базельского собора  (1431-1449), город Базель вырос в богатстве и значении. Базельский университет был основан в 1459 году, и город стал интеллектуальным центром Немецкого Ренессанса в годы, предшествовавшие Реформации. В 1495 году Базель был включен в состав Верхнего Рейнского имперского круга.

### Учреждение
По решению Базельского договора 1499 года, Базель и имперский город Шаффхаузен присоединились к Швейцарской конфедерации в 1501 году в качестве 11-го и 12-го штатов конфедерации, а Аппенцелль последовал их примеру 12 лет спустя.
Кантон Базель отделился от князя-епископства, и светское правление епископов Базеля с этого времени ограничивалось территориями к западу от Базеля, более или менее соответствующими современному кантону Юра . Несмотря на то, что епископы Базеля больше не обладали светской властью над городом Базель, они продолжали проживать в городе вплоть до протестантской реформации.